# Sinnuris
Sinnuris (arab. سنورس) – miasto w Egipcie, w muhafazie Fajum. W 2006 roku liczyło 82 148 mieszkańców.